# Argentinische Frauen-Handballnationalmannschaft
Die argentinische Frauen-Handballnationalmannschaft vertritt Argentinien bei Länderspielen und internationalen Turnieren im Frauenhandball.

## Geschichte
Argentinien nahm – bis auf das Jahr 1989 – an jeder Panamerikameisterschaft teil. 1999 verbuchte man mit dem 3. Platz den ersten Medaillengewinn. Seit der Panamerikameisterschaft 2003 holte die Frauen-Nationalmannschaft durchgängig einen Podestplatz, jedoch wurde lediglich 2009 der Wettbewerb gewonnen.
Der Verband qualifizierte sich erstmals 1999 für eine Weltmeisterschaft und nimmt seit 2003 regelmäßig am Turnier teil, wobei der 16. Platz bei der Weltmeisterschaft 2019 die beste Platzierung war. Die bislang einzige Teilnahme an den Olympischen Spielen gelang 2016 in Rio de Janeiro.
Bei der Weltmeisterschaft 2021 gelang gegen Österreich in der Vorrunde der erste Sieg (31:29) über ein europäisches Team in einem Wettbewerb.

## Teilnahme an internationalen Turnieren

### Weltmeisterschaft
- Weltmeisterschaft 1999: 24. Platz (von 24 Teams)
- Weltmeisterschaft 2003: 22. Platz (von 24 Teams)
- Weltmeisterschaft 2005: 20. Platz (von 24 Teams)
- Weltmeisterschaft 2007: 20. Platz (von 24 Teams)
- Weltmeisterschaft 2009: 19. Platz (von 24 Teams)
- Weltmeisterschaft 2011: 23. Platz (von 24 Teams)
- Weltmeisterschaft 2013: 19. Platz (von 24 Teams)
- Weltmeisterschaft 2015: 18. Platz (von 24 Teams)
- Weltmeisterschaft 2017: 23. Platz (von 24 Teams)
- Weltmeisterschaft 2019: 16. Platz (von 24 Teams)
- Weltmeisterschaft 2021: 21. Platz (von 32 Teams)
Team: Marisol Carratú (eingesetzt in 6 Spielen / 1 Tor erzielt), Rosario Urban (6/11), Manuela Pizzo (6/9), Ayelén García (6/6), Rocío Campigli (6/7), Luciana Mendoza (6/16), Ayelén Rosalez (6/0), Giuliana Gavilán (6/5), Antonela Mena (6/3), Leila Niño (0/0), Malena Cavo (6/21), Macarena Sans (6/1), Macarena Gandulfo (6/3), Elke Karsten (6/43), Valentina Cisneros (2/0), Micaela Casasola (6/12), Lucia Dalle Crode (6/9), Delfina Ojea (4/1);[7] Trainer war Eduardo Gallardo.
- Weltmeisterschaft 2023: 20. Platz
Team: Carolina Bono (6/12), Valentina Brodsky (1/1), Rocío Campigli (6/9), Marisol Carratú (6/2), Micaela Casasola (6/26), Malena Cavo (6/21), Lucia Dalle Crode (4/0), Macarena Gandulfo (5/0), Ayelén García (6/6), Giuliana Gavilán (6/18), Elke Karsten (4/8), Valentina Learreta (2/1), Luciana Mendoza (3/3), Leila Niño (0/0), Manuela Pizzo (6/28), Sofia Rivadeneira (5/5), Martina Romero (5/6), Ayelén Rosalez (5/0)[8]
Trainer: Eduardo Gallardo
- Weltmeisterschaft 2025: qualifiziert

### Panamerikameisterschaft
- Gold: 2009
- Silber: 2003, 2005, 2007, 2011, 2013, 2017
- Bronze: 2009, 2015
- weitere Teilnahmen: 1986, 1991, 1997, 2000 (jeweils 4. Platz)

### Süd- und mittelamerikanische Meisterschaft
- Süd- und mittelamerikanische Meisterschaft 2018: 2. Platz
- Süd- und mittelamerikanische Meisterschaft 2021: 2. Platz
- Süd- und zentralamerikanische Meisterschaft 2024: 2. Platz (qualifiziert für die Weltmeisterschaft 2025)

### Olympische Spiele
- Olympische Spiele 2016: 12. Platz

## Kader: Weltmeisterschaft 2023
Marisol Carratú (atticgo Balonmano Elche), Ayelén Rosalez (Club Balonmano Porriño), Leila Niño (River Plate), Ayelén García (Club Deportivo Beti Onak), Sofia Rivadeneira (Elda Prestigio), Lucia Dalle Crode (Estudiantes LP), Valentina Learreta (Club Balonmano Pozuelo de Calatrava), Elke Karsten (BM Bera Bera), Macarena Gandulfo (CSM Corona Brașov), Manuela Pizzo (Mariano Acosta de Don Bosco), Malena Cavo (BM Bera Bera), Luciana Mendoza (Pessac Handball), Micaela Casasola (Club Balonmano Porriño), Carolina Bono (Club Balonmano Porriño), Martina Romero (Caja Rural Aula Valladolid), Valentina Brodsky (River Plate), Giuliana Gavilán (BM Bera Bera), Rocío Campigli (Costa del Sol Málaga)